# Phyllomys unicolor
Phyllomys unicolor (короткошерстий атлантичний деревний щур) — вид гризунів родини щетинцевих, який відомий тільки по типовому зразку, зібраному в дев'ятнадцятому столітті у штаті Баїя, Бразилія. Нещодавно після пошуків був виявлений ще один зразок у тій же місцевості, в широколистяних вічнозелених тропічних лісах близько до рівня моря.

## Морфологія
Великий вид у свої родині. Хутро утворене жорстким вузьким волоссям, зовсім без колючок, волосся коротке, менше 2,0 см на середині огузку, рівномірного кольору по всій їх довжині. На череві хутро густе з волоссям трохи менш жорстким, ніж на спині. Спина була описана як блідо-червоно-коричнева; колір поступово, до черева стає жовто-коричневим. Хвіст кольору іржі; кидається в очі відсутність поширення спинної шерсті на початок хвоста. Хвіст повністю покритий волоссям, досить довгим, близько 0,5 см, яке повністю його приховує і стає все довшим і темнішим до кінця. Ступня широка, але не довга (40,5 мм), з міцними кігтями, жовтувата на тильній стороні. Ротові вібриси короткі, найдовші сягають основи шиї, але не плечей. Надочні вібриси до 2 см довжиною, щічні — до 3,0 см. Вуха майже голі, короткі (16,2 мм), з пучком на передніх обідках. 